# Gnetum cuspidatum
Gnetum cuspidatum — вид голонасінних рослин класу гнетоподібних.

## Поширення, екологія
Країни проживання: Бруней-Даруссалам, Камбоджа, Індонезія (Ява, Борнео, Малуку, Нова Гвінея, Сулавесі, Суматра); Малайзія (Півострів Малайзія, Сабах, Саравак). Вид був неодноразово зустрічався на лісистих схилах і в заплавних лісах з глинистимм і сухими ґрунтами. Іноді був знайдений на вапняку. В основному процвітає у тінистих місцях. На Борнео був зібраний на горі Кінабалу на висотах 500—1700 м, в інших районах росте в основному на висотах нижче 1000 м.

## Використання
Комерційне використання невідоме, проте, можливо, вид вживається в їжу (листя або плоди) або використовуються волокна (кора) на місцевому рівні.

## Загрози та охорона
Найбільшу небезпеку для цілісності середовища проживання становлять законні й незаконні рубки. На Борнео це сталося в результаті промислових рубок і перетворення незайманих лісів на плантації гуми та олійної пальми. Росте в природоохоронних місцях: Ba Na-Nui Chua Nature Reserve (В'єтнам), Preah Monivong National Park (Камбоджа), Taman Negara National Park, Endau Rompin National Park (Малайський півострів), Bukit Raja Mandara Protection Forest (Суматра), Gunung Gede Pangrango National Park, Depok National Park (Ява), Ulu Temburong National Park, Sungai Imbak Virgin Jungle Reserve, Kinabalu National Park, Kepulauan Karimata Nature Reserve (Борнео), Foja Game Reserve (зх. Нової Гвінеї).